# Észt labdarúgó-bajnokság (másodosztály)
Az Esiliiga az észt labdarúgás második legmagasabb osztálya. A bajnokságot, az első osztályhoz hasonlóan 1992-ben alapították. Jelenleg 10 csapat alkotja. A legutóbbi szezont a Levadia tartalékcsapata nyerte, de tartalékcsapatként nem juthatott fel az első osztályba.

## Résztvevők
- Elva
- Flora U21
- Kalev U21
- Kalju U21
- Keila
- Levadia U21
- Maardu Linnameeskond
- Santos
- Tarvas
- Welco